# Залужанський заказник
Залужа́нський зака́зник — ботанічний заказник місцевого значення в Україні. Розташований на території Тернопільського району Тернопільської області, на захід від села Залужжя, лісове урочище «Залужжя». 
Площа — 11,5 га. Створений у 2010 році. Перебуває у віданні ДП «Тернопільське лісове господарство» (Збаразьке лісництво, кв. 31 вид. 4.1, 6, 7).